# Індик каліфорнійський
Індик каліфорнійський (Meleagris californica) — вимерлий вид роду індиків, поширений на території сучасної Каліфорнії у плейстоцені та ранньому голоцені. Вид вимер приблизно 10 000 років тому.

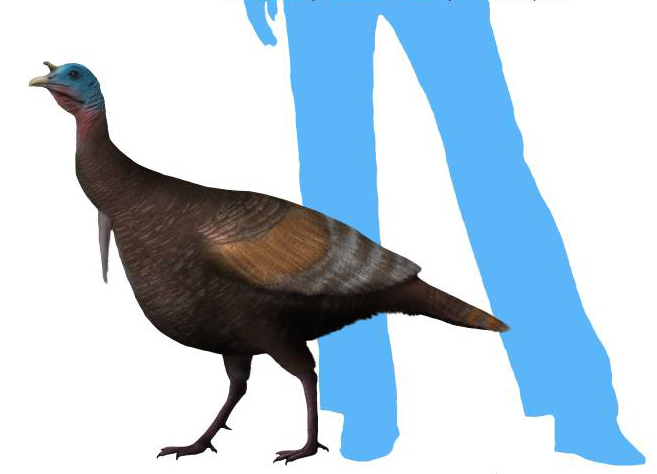
Графічне відтворення

Виявлені скам'янілості свідчать про те, що каліфорнійський індик був  більш кремезним за свого родича — індика великого, поширеного на сході США. Крім того, цей вид характеризувався коротшим, ширшим дзьобом, але у всьому іншому він був здебільшого подібним до свого родича. На скам'янілості цього виду дуже часто натрапляють у бітумних озерах ранчо Ла-Брея.
Існують певні ознаки того, що до вимирання індика каліфорнійського певний стосунок мало й вторгнення на американський континент людей з Азії: у залишках їхніх ранніх таборів археологи натрапляли на кістки птахів цього виду.
1909 року Міллер охарактеризував цей вид як різновид павичевих та класифікував його як такий, що належить до роду павич, розмістивши його поряд із однойменним видом цього роду. Через кілька років він перекласифікував його, помістивши його десь поміж павичем та індиком малим Але зрештою його визнали родичем сучасних видів індиків.